# Rotschwarze Spinnenwespe
Die Rotschwarze Spinnenwespe (Arachnospila anceps) ist ein Hautflügler aus der Familie der Wegwespen (Pompilidae). Die Bezeichnung Spinnenwespe rührt vom Verhalten der Wegwespen her, Spinnen als Nahrung für ihre Brut zu erbeuten.

## Merkmale
Die Tiere erreichen eine Körperlänge von 6 bis 11 Millimetern (Weibchen) bzw. 4,5 bis 7 Millimetern (Männchen). Die Art ist mit mehreren Arten ihrer Gattung zu verwechseln und schwer bestimmbar. Der Kopf und das Propodeum der Weibchen sind mit mittellangen Kammdornen besetzt, ihre Hüften (Coxae) sind grau bereift. Das Männchen kann anhand seines Analsternits bestimmt werden.

## Vorkommen
Die Art kommt von Europa bis in die Mongolei vor. Sie besiedelt verschiedene offene Lebensräume, auch im Siedlungsbereich. Die Tiere fliegen möglicherweise auch in zwei Generationen von Anfang Mai bis Anfang Oktober. Die Art ist in Mitteleuropa verbreitet anzutreffen.

## Lebensweise
Die Rotschwarze Spinnenwespe legt ihre Nester im Boden in unterschiedliche Substrate an. Dabei gräbt sie mit Hilfe ihrer Mandibeln bis zu fünf Zentimeter tiefe Löcher, in die sie dann eine erbeutete Spinne rückwärts hineinzieht. Die Brut wird mit Spinnen verschiedener Arten, hauptsächlich Wolfsspinnen und Krabbenspinnen versorgt. Es kommt vor, dass mehrere Weibchen ihre Nester in unmittelbarer Nähe anlegen (Aggregation). Die Art wird von der Kuckuckswespe Evagetes crassicornis parasitiert.

## Systematik
Die Rotschwarze Spinnenwespe gehört innerhalb der Unterfamilie Pompilinae zur Tribus Pompilini. Innerhalb der Gattung Arachnospila wird sie zur Untergattung Ammosphex gezählt.

## Belege